# Малдикаси (Канаський район)
Малдика́си (рос. Малдыкасы, чув. Малтикас Шĕкĕр) — присілок у складі Канаського району Чувашії, Росія. Входить до складу Сеспельського сільського поселення.
Населення — 403 особи (2010; 464 у 2002).
Національний склад:
- чуваші — 96 %